# Garra mirofrontis
 Garra mirofrontis és una espècie de peix cipriniforme de la família dels ciprínids que es troba a la Xina.